# جاناتان کیک
جاناتان کیک (انگلیسی: Jonathan Cake؛ زادهٔ ۳۱ اوت ۱۹۶۷) یک هنرپیشه اهل بریتانیا است.
از فیلم‌ها یا برنامه‌های تلویزیونی که وی در آن نقش داشته‌است می‌توان به چاک و اولین شوالیه اشاره کرد.